# Стружувка
Стружувка (пол. Stróżówka) — село в Польщі, у гміні Горлиці Горлицького повіту Малопольського воєводства.
Населення — 1686 осіб (2011).
У 1975—1998 роках село належало до Новосондецького воєводства.

## Географія
Селом ротікає потік Стружувка.

## Демографія
Демографічна структура станом на 31 березня 2011 року:
|          | Загалом | Допрацездатний вік | Працездатний вік | Постпрацездатний вік |
| -------- | ------- | ------------------ | ---------------- | -------------------- |
| Чоловіки | 855     | 194                | 571              | 90                   |
| Жінки    | 831     | 167                | 486              | 178                  |
| Разом    | 1686    | 361                | 1057             | 268                  |